# Sycan
La rivière Sycan (Sycan River en anglais) est une rivière qui s'écoule dans le sud-ouest de l’État de l’Oregon aux États-Unis.

## Description
La rivière Sycan est un affluent de la rivière Sprague qui s’écoule sur environ 80 km dans l’Oregon. Elle prend sa source dans le marais Sycan, une vaste zone humide protégée au sein de la forêt nationale de Fremont au sud du comté de Lake à une soixantaine de kilomètres au nord-ouest de la localité de Lakeview. À la sortie du marais, la rivière descend rapidement au travers d’un canyon creusé dans un plateau volcanique aride connu sous le nom de "The Tablelands" à l’est de la chaîne des Cascades. Elle conflue dans la rivière Sprague au nord de Beatty à un peu moins de cinquante kilomètres au nord-est de Klamath Falls.